# Talus Taylor
Talus Taylor, född 18 september 1929 i New York, död 15 februari 2015 i Paris, var en amerikansk barnboksförfattare. Tillsammans med sin franskfödda hustru Annette Tison skapade han Barbapapa. För namnet inspirerades han av det franska Barbe à papa, på svenska sockervadd. Den första Barbapapa-boken gavs ut 1970 och deras böcker har översatts till minst 30 språk.
Innan han blev författare var han lärare.